# Makira
Makira (precedentemente conosciuta come San Cristóbal) è un'isola appartenente all'arcipelago delle Isole Salomone. Per superficie è la maggiore della provincia di Makira-Ulawa e si estende per 3.190 km². Il principale centro abitato e capitale dell'isola è Kirakira.